# Куканге
Куканге (нід. Koekange) — село в нідерландській провінції Дренте. Входить до муніципалітету Де-Волден.
Його площа становить 26,15 км², а населення станом на 2021 рік складало 2 495 осіб.
Перша згадка про населений пункт датується 1290 роком.